# Odorheiu Secuiesc
Odorheiu Secuiesc (pronunciació en romanès: [odorˌheju sekuˈjesk]; hongarès: Székelyudvarhely, pronunciació en hongarès: [ˈSeːkɛjudvɒrhɛj] (en alemany: Odorhellen) és el segon municipi més gran del comtat de Harghita, Transsilvània (Romania).
En la seva forma breu, també es coneix com Odorhei en romanès i Udvarhely en hongarès. El nom hongarès de la ciutat "Udvarhely" significa "lloc del pati".

## Demografia
Al 2011, ciutat tenia 34.257 habitants. Entre els que hi ha dades disponibles, el 95,8% són hongaresos ètnics, cosa que el converteix en l'assentament urbà amb la tercera proporció més alta d'hongaresos a Romania. La ciutat també alberga comunitats de romanesos ètnics (2,6%) i gitanos (1,5%).
La meitat de la població de la ciutat professa catolicisme romà (50,05%), mentre que la meitat restant es divideix principalment entre comunitats reformades hongareses (30,14%), unitàries (14,71%) i ortodoxes romaneses (2,54%).

## Història
La ciutat, com a antiga seu del Udvarhely comitatus, és un dels centres històrics de la terra de Székely. La primera referència coneguda de la ciutat es trobava en un registre papal de deures el 1334, quan fou esmentada pel seu nom hongarès, sacerdos de Oduorhel. Des del 1615, quan Gabriel Bethlen, príncep de Transsilvània, va reafirmar els drets de la ciutat, el lloc es coneix com Székelyudvarhely.
Udvarhely va ser la ubicació de la primera assemblea de Székelys el 1357. El 1451 es va construir una fortalesa a la ciutat. Va ser reconstruït i reforçat per Joan II Sigismund Zápolya el 1565, per tal de controlar els Székelys. El príncep valac Miquel el Valent, aliat amb els Szekelys i els Habsburg, va destruir la fortalesa el 1599 durant la seva campanya a Transsilvània. Va ser reconstruït i destruït de nou durant la història. Les ruïnes de l'estructura es coneixen actualment com "La fortalesa atacada de Székely".
Històricament, la ciutat formava part de la regió dels Països Secs de Transsilvània. Va ser la seu del districte d'Udvarhelyszék fins a la reforma administrativa de Transsilvània el 1876, quan va caure dins del comtat d'Udvarhely al Regne d'Hongria. Després de la Primera Guerra Mundial, es va declarar la unió de Transsilvània amb Romania el desembre de 1918. Al començament de la guerra hongaresa-romanesa de 1918-1919, la ciutat va passar sota administració romanesa. Després del tractat de Trianon de 1920, va passar a formar part del Regne de Romania i va quedar dins del comtat d'Odorhei durant el període d'entreguerres. El 1940, el Segon Arbitratge de Viena concedí la Transsilvània del Nord a Hongria. Cap al final de la Segona Guerra Mundial, els exèrcits romanesos i soviètics van entrar a la ciutat l'octubre de 1944.
El territori del nord de Transsilvània va romandre sota administració militar soviètica fins al 9 de març de 1945, després del qual va tornar a formar part de Romania. Entre 1952 i 1960, la ciutat va caure dins la regió autònoma magiar, entre 1960 i 1968 la regió autònoma Mureș-Magyar. Després de la reforma administrativa del 1968, la regió va ser abolida i, des de llavors, la ciutat forma part del comtat de Harghita.
La ciutat i els pobles dels voltants van ser afectats per una inundació important a l'agost del 2005.
El 22 de maig de 2004 es va donar a conèixer a la ciutat un parc d'estàtues de persones històriques d'importància per als Székelys. Això va donar lloc a controvèrsies, ja que una de les estàtues (The Szekler Wandering) va ser interpretada a la premsa romanesa com el retrat del polèmic escriptor i poeta Albert Wass.

## Política

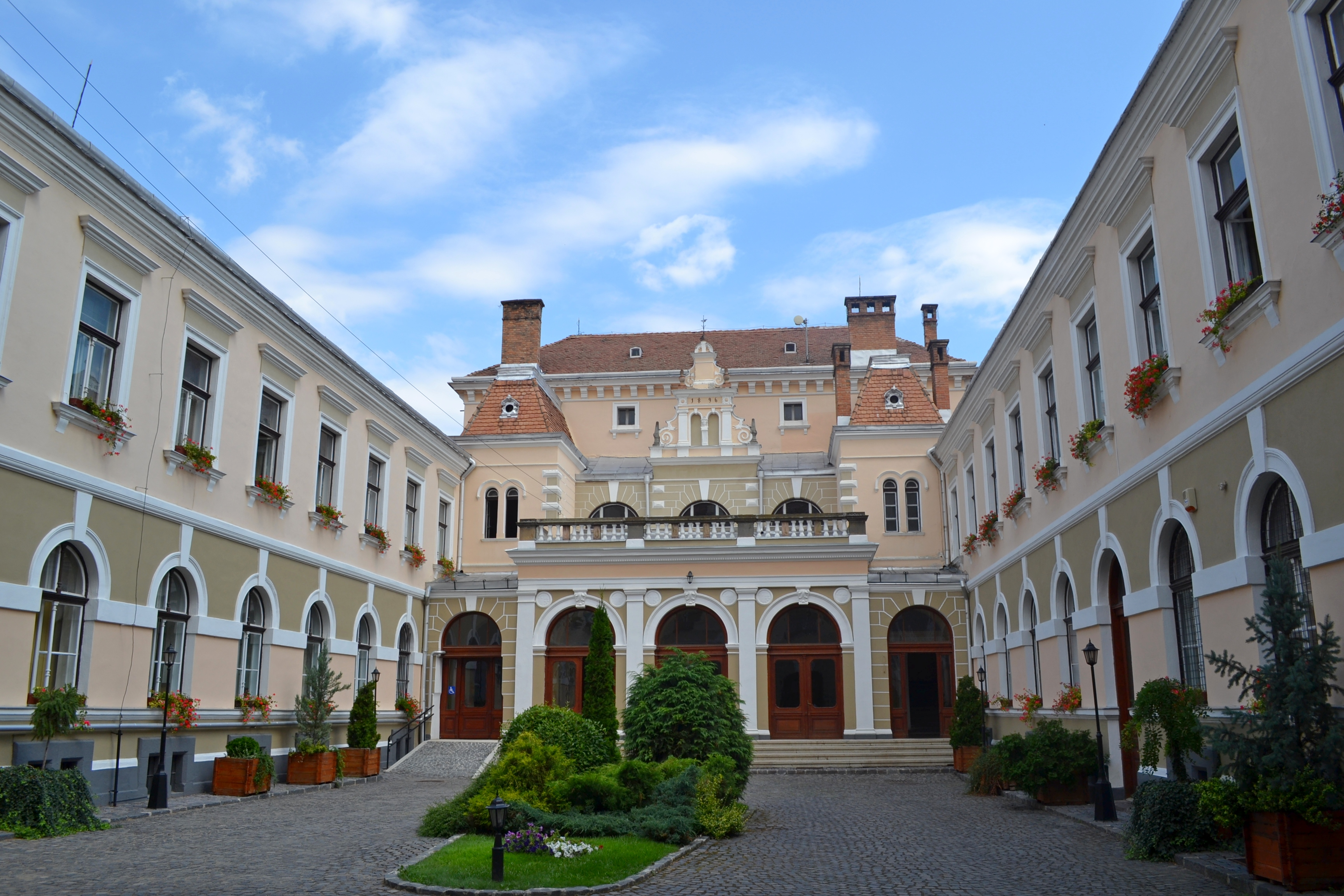
Pati interior de l'Ajuntament

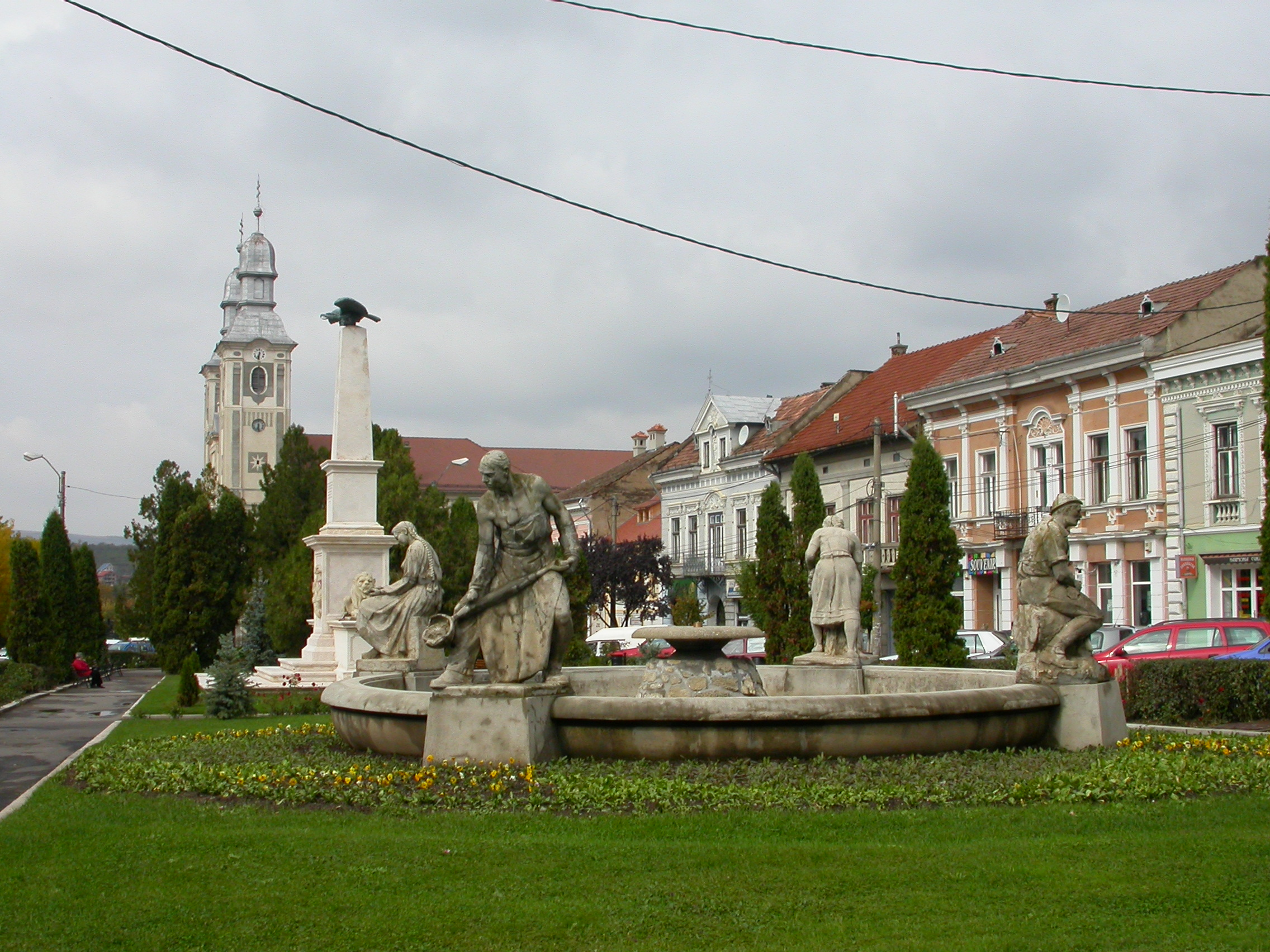
Plaça de l'Ajuntament

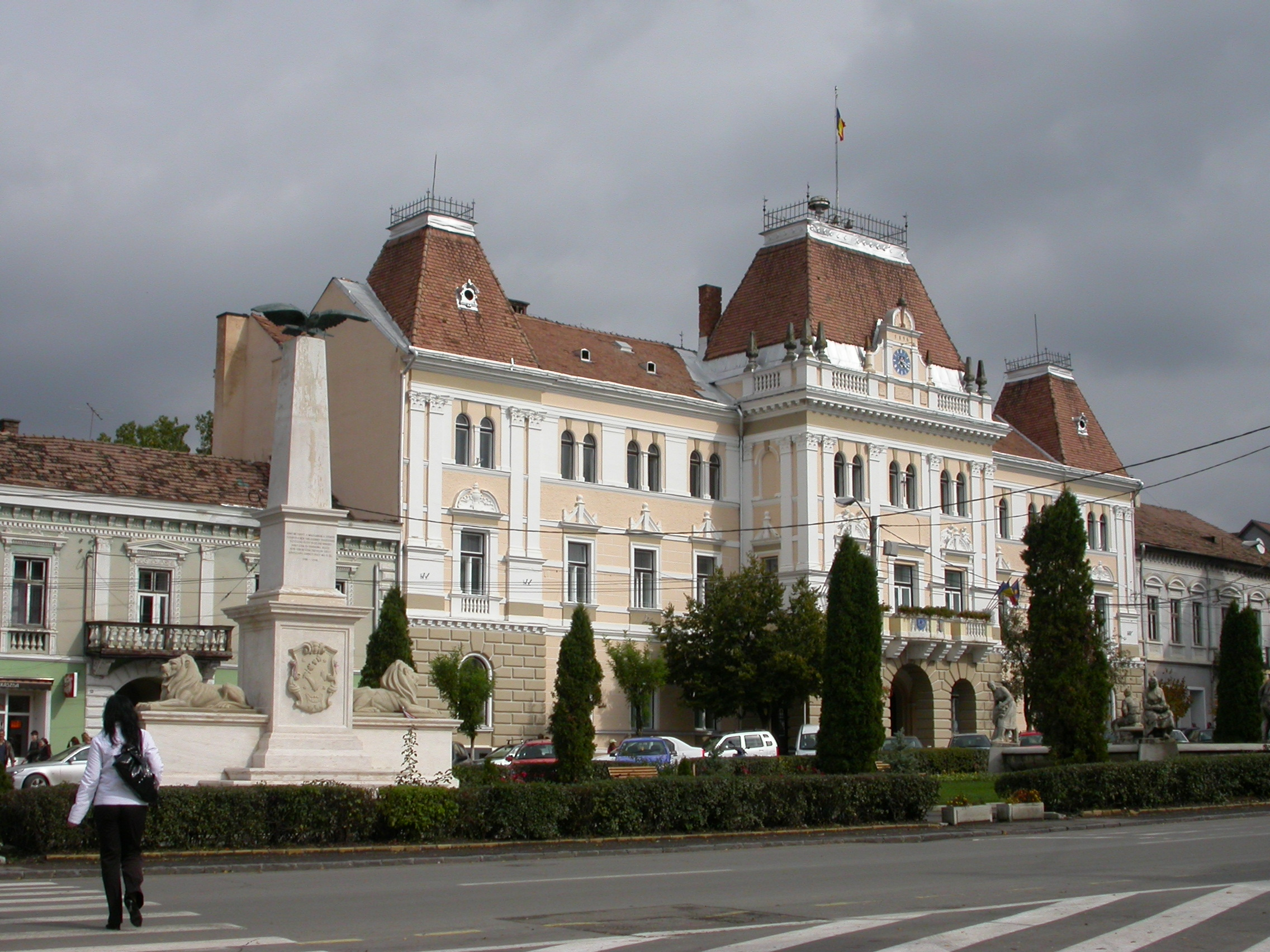
Ajuntament Odorheiu Secuiesc

L'alcalde d'Odorheiu Secuiesc és Árpád Gálfi, reelegit el 2020. A les eleccions del 2020 va representar el Partidul Oamenilor Liberi (hongarès: Szabad Emberek Pártja, "Partit del Poble Lliure"), però va ser privat de la seva pertinença a aquest partit l'abril del 2021. L'Ajuntament actualment té 19 seients.

## Fills il·lustres
- György Csanády (1895–1942), autor de l'himne de Székely
- András Csiky (n. 1930), actor
- Peter Eötvös (n. 1944), compositor i director d'orquestra hongarès; director principal convidat de la BBC Symphony Orchestra els anys vuitanta; actualment director principal convidat de l'Orquestra Simfònica de Göteborg
- Zoltan Fejer-Konnerth (n. 1978), jugador de tennis taula de taula hongarès-alemany
- Márta Károlyi (n. 1942), entrenadora de gimnàstica femenina, actualment de la selecció femenina nacional dels Estats Units, antiga campiona olímpica de Romania Nadia Comăneci, entre molts altres
- István Lakatos (nascut cap al 1620), historiador
- Csaba László (n. 1964), futbolista i gestor de futbol
- Anton Lipošćak (1863-1924), general d'infanteria austrohongarès de la Primera Guerra Mundial i governador general del govern militar de Lublin
- Gerő Mály (1884–1952), actor
- György Méhes (1916-2007), escriptor hongarès, guanyador del premi Kossuth
- Magdalena Mikloș (n. 1948), jugadora d'handbol
- László Rajk (1909–1949), polític comunista hongarès, ministre de l'Interior i després d'Afers Exteriors de l'Hongria comunista, víctima dels judicis demostrats de Mátyás Rákosi
- Rezső Soó (1903–1980), botànic hongarès i professor de la Universitat de Budapest, guanyador del premi Kossuth
- Mózes Székely (1553-1603), príncep de Transsilvània
- Sándor Tomcsa (1897–1963), escriptor, dramaturg, periodista, caricaturista

## Ciutats germanes
Odorheiu Secuiesc està agermanada amb:
- Békéscsaba des del 1990
- Barcs des del 1991
- Subotica des del 1994
- Várkerület (districte de Budapest) des del 1995
- Buda Highlands (districte de Budapest)
- Vác des del 1997
- Dunajská Streda des del 1997

- Soroksár (districte de Budapest) des del 1997
- Tatabánya des del 1999
- Törökbálint des del 2000
- Tihany des del 2000
- Cegléd des del 2001
- Hajdúdorog
- Zoetermeer